# Брама, Мартин
Мартин Брама (англ. Martin Bramah, род. в марте 1957 года) — британский рок-музыкант, гитарист, получивший наибольшую известность как основатель и участник The Fall.

## Биография
Мартин Брама познакомился с Марком Э. Смитом и клавишницей Уной Бейнс в конце 1975 года. Брама и басист Тони Фрил дружили с сестрой Марка, Барбарой Смит. Изначально предполагалось, что именно Брама станет вокалистом группы, но после того, как выяснилось, что Смит не в состоянии овладеть даже азами гитарной игры, они поменялись ролями.
Брама ушёл из группы в апреле 1979 года из-за ухудшения отношений со Смитом. Саймон Форд, автор книги «Hip Priest», утверждал, что причиной тому были сложвишиеся к этому времени близкие отношения Брамы и Бейнс. Вместе с Уной Бейнс Брама образовал группу Blue Orchids, которая выпустила альбом и несколько синглов на Rough Trade Records. Кроме того, группа взяла на себя функции аккомпанирующего состава для Нико во время её гастролей по Британии 1982 года; документом тому служит альбом Do or Die: Nico in Europe. Группа распалась в конце 1982 года, но воссоединилась в 1985 году — всего лишь, чтобы выпустить сингл. После этого Брама образовал Thirst вместе с Карлом Бёрнсом, барабанщиком The Fall, к тому времени также вышедшим из состава.
В 1989 года Брама — что для многих явилось неожиданностью, — вернулся в The Fall, заменив ушедшую Брикс Смит. Он рассказывал Саймону Форду, что знал о разводе Смита и решил предпринять усилия к воссоединению. Он записал с группой Extricate, но был уволен в ходе австралийского турне 1990 года. После этого он реформировал в новом составе Blue Orchids (теперь — с гитаристом Крэйгом Гэнноном): группа выпустила несколько синглов и записала альбом, который увидел свет лишь в 2003 году. В 1998 году намечалось второе возвращение Брамы в The Fall, но оно не состоялось несмотря на то, что он провёл несколько репетиций с музыкантами.
В XXI веке Брама вновь рефорганизовал Blue Orchids; новый состав группы выпустил несколько альбомов и EP, а также перевыпустил значительное количество старого материала. В 2008 году он выпустил сольный альбом The Battle of Twisted Heel, отмеченный фолк-влияниями. В 2009 году Брама образовал новую группу Factory Star, куда вошли также бывшие участники Fall Стив Хэнли и Пол Хэнли, а также клавишник Hop Man Jr (из Gnod).

## Дискография

### Студийные альбомы

#### The Fall
- Live at the Witch Trials (1979)
- The Peel Sessions (1987)
- Extricate (1990)
- Shift-Work (1991)

#### Blue Orchids
- The Greatest Hit (Money Mountain) (1982) (#5 UK Indie Chart)
- The Sleeper (2003)
- Mystic Bud (2004)
- Slum-Cavern-Jest! (2005)

#### Соло
- The Battle of Twisted Heel (2008)